# ソルター

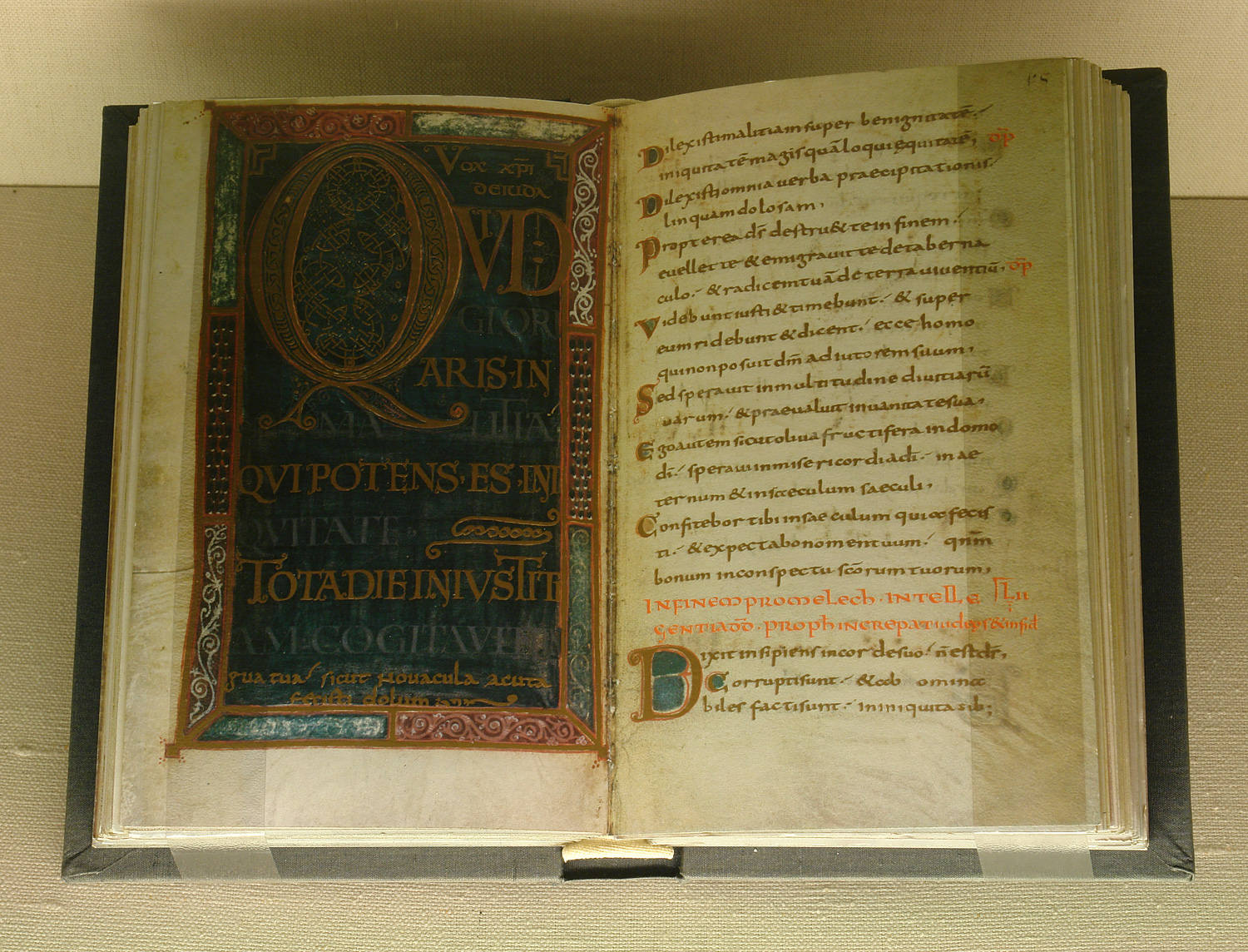
カロリング朝時期のソルター

ソルター（英語: Psalter）とは一般に「詩篇」と訳される内容へ挿絵や装飾をつけた書籍のことである。

## 概要
またはサルターと英語で呼ばれ、日本語では詩編集、典礼用詩篇、聖詠経などと呼ばれるのは、キリスト教で『旧約聖書』の「詩編」、教会暦、聖人への祈りなどを内容とする分厚い書物で、中世の終わりごろに『時祷書』（時課経）が正式に現れるまで、おもに教会や修道院や富裕者や初心者がその日およびその時間の礼拝で具体的に何を歌い、祈るかに使われたもので、綺麗に挿絵が施されているのが常であった。

### 西方教会

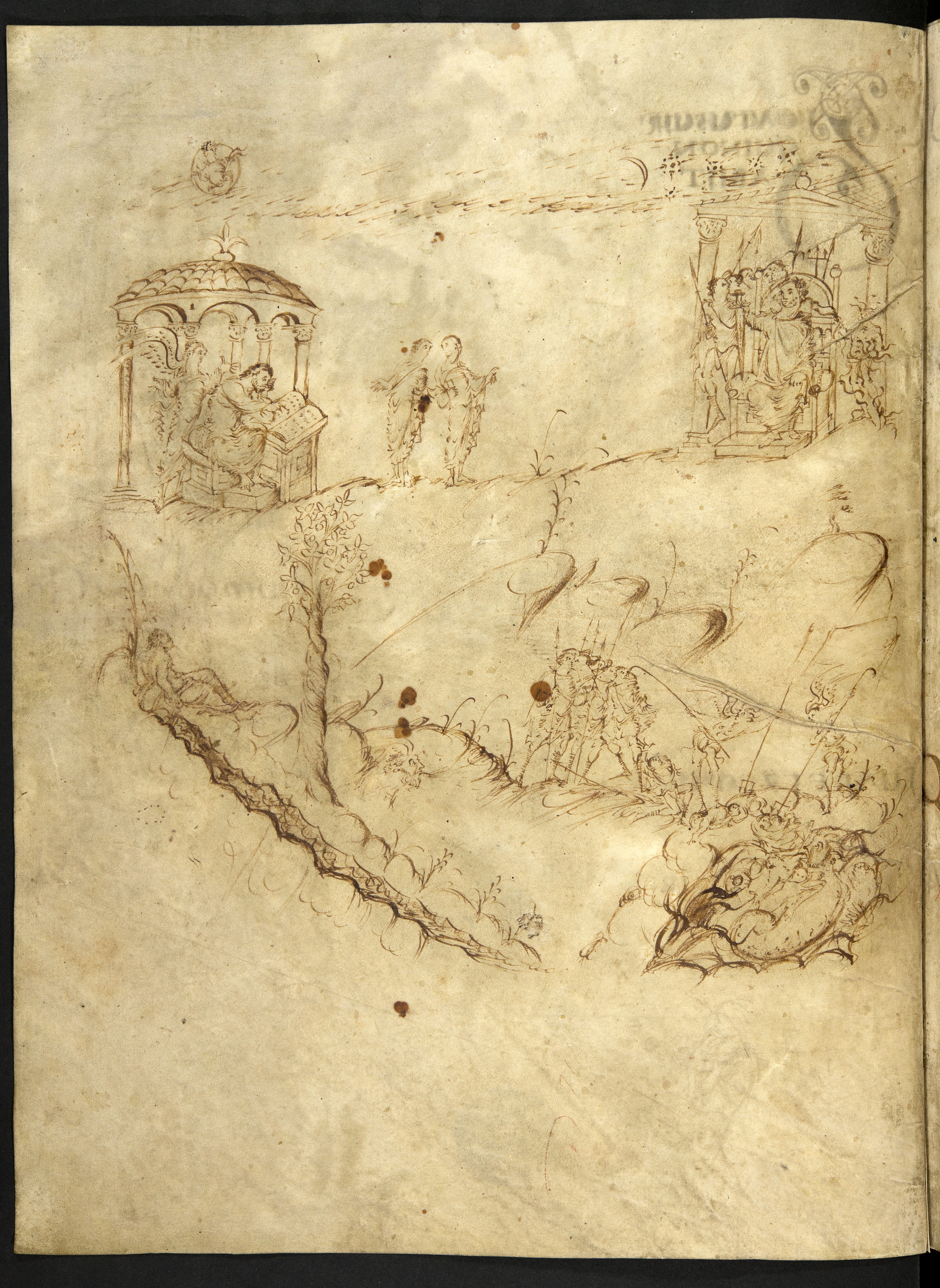
ユトレヒト・ソルター（Utrecht Psalter）

ローマから発展した西方教会では、旧約聖書の一部としての『詩編』とは別に、ソルターが初めてできたのはアイルランドで6世紀に、ヨーロッパ大陸では700年ごろであった。挿絵付きの「ユトレヒト・ソルター」（Utrecht Psalter）はカロリング朝時期の大切な文化のひとつで、その後のアングロサクソン時期からのイギリスの文化に大きな影響を与えた。

### 東方教会

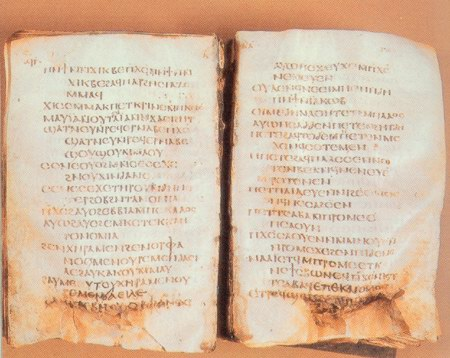
コプト正教会のムディル・ソルター（Mudil Psalter）

コンスタンチノープルから発展した東方教会では、コプト正教会でそうした冊子本が作られて、これは西方教会アイルランドのものより1世紀は古いとされている。東方教会（正教会および東方典礼カトリック教会）では、聖詠は20のカシスマタ（日本語訳はロシア語経由で「カフィズマ」）でまとめられており、日曜の礼拝（日本語：奉神礼）、夕の祈り（晩課）、朝の祈り（早課）で使われている。